# غوردون بورغس
غوردون بورغس (4 أكتوبر 1918 - 3 سبتمبر 2000) (بالإنجليزية: Gordon Burgess)‏ هو لاعب كريكت نيوزلندي.

## وصلات خارجية
- غوردون بورغس على موقع إي آس بي آن كريك إنفو (الإنجليزية)